# 231-я стрелковая дивизия (1-го формирования)
231-я стрелковая дивизия — тактическое соединение Рабоче-крестьянской Красной армии в Великой Отечественной войне. Период боевых действий: с 31 августа 1942 года по 2 ноября 1942 года.

## История
Первый раз сформирована в марте 1941 года в Московском военном округе, но уже в мае 1941 года расформирована и направлена на формирование 8-й воздушно-десантной бригады 4-го воздушно-десантного корпуса.
Формируется вновь с марта 1942 года в Кунгуре Молотовской области из числа военнообязанных области.
1 — 2 мая 1942 года личный состав дивизии был приведён к воинской присяге. По приказу штаба Уральского военного округа от 30.05.1942 года, 11 июня 1942 года эшелонами отбывает в Саратов. Там разгрузилась, получила вооружение и вошла в состав 8-й резервной армии.
5 сентября 1942 года заняла позиции в районе Ерзовки, Дубовского района, Сталинградской области, и перешла в наступление во фланг наступающей на Сталинград вражеской группировки. (3-я моторизированная дивизия и 16-я танковая дивизия дивизии). Успешно прорвав оборону, вклинилась в позиции вражеских войск и к концу 1-й декады сентября закрепилась на них. Вновь перешла в контрнаступление с 18 сентября 1942 года, нанося удары во фланг, что заставляло отвлекать вражеские войска от Сталинграда. Бои вела до конца сентября, в октябрьском наступлении находилась во втором эшелоне армии.
В конце октября в связи с понесёнными потерями (численность дивизии составляла 600 человек, из первоначальных 15000), расформирована.

## Подчинение
- Резерв Ставки ВГК, 8-я резервная армия — с июня 1942 года
- Сталинградский фронт, 66-я армия — с 24.08.1942 года
- Сталинградский фронт, 24-я армия — вторая половина сентября 1942 года
- Сталинградский фронт, 66-я армия — октябрь 1942 года

## Состав
- 607-й стрелковый полк
- 623-й стрелковый полк
- 639-й стрелковый полк
- 1041-й артиллерия полк
- 423-й отдельный истребительно-противотанковый дивизион
- 477-я зенитная артиллерийская батарея
- 826-й миномётный дивизион
- 250-я разведывательная рота
- 339-й сапёрный батальон
- 913-й отдельный батальон связи
- 283-й медико-санитарный батальон
- 189-я отдельная рота химический защиты
- 543-я автотранспортная рота
- 386-я полевая хлебопекарня
- 856-й корпусной ветеринарный лазарет
- 1845-я полевая почтовая станция
- 1164-я полевая касса Госбанка

## Командование

### Командиры
- Рухленко, Фёдор Максимович (01.04.1942 — 31.08.1942)
- Одарюк, Гавриил Ефремович (01.08.1942 — 02.11.1942), полковник[1]

### Заместители командира
- Сажин, Михаил Николаевич (??.08.1942 — 02.11.1942), полковник